# Jean Laudet
Jean Laudet   (Nevers, 5 d'agost de 1930) és un piragüista en aigües tranquil·les francès, ja retirat, que va competir durant la dècada de 1950.
El 1952 va prendre part en els Jocs Olímpics d'Estiu de Hèlsinki, on guanyà la medalla d'or en la prova del C-2, 10.000 metres del programa de piragüisme. Formà parella amb Georges Turlier.